# Emmanuel Denis
Ne doit pas être confondu avec Emmanuel Dennis.
Emmanuel Denis, né le 23 septembre 1971 à Tours, est un homme politique français.
À la tête d'un rassemblement citoyen des écologistes et de la gauche, sa liste remporte les élections municipales de 2020. Il devient le premier maire Europe Écologie Les Verts (EÉLV) de Tours le 3 juillet 2020 lors de la première réunion du nouveau conseil municipal.

## Situation personnelle

### Famille
Emmanuel Denis naît à Tours et grandit en Indre-et-Loire. Son père est technicien au journal La Nouvelle République et sa mère institutrice.

### Formation et carrière
Emmanuel Denis est ingénieur, diplômé en 1994 de l'École nationale supérieure en génie des technologies industrielles (ENSGTI) à Pau.
Depuis 1997, il travaille chez STMicroelectronics, fabricant franco-italien de semi-conducteurs. Il y assure l'animation d'équipes et le suivi de projets favorisant l'amélioration des conditions de travail (ergonomie, flux de production, sécurité, etc.) ainsi que l'évolution des ateliers de fabrication,.

## Parcours associatif
Dans les années 1990, il devient bénévole dans une association de quartier puis il s'investit au Secours populaire. Une fois père, il s'engage largement dans les thématiques d'éducation et d'environnement. Il milite à partir de 2008 dans l'association Robin des Toits, qui vise à limiter l'exposition des habitants aux ondes électromagnétiques et pour une implantation concertée des antennes relais. Il commence alors à se faire connaître du grand public.
Il adhère à la Fédération des conseils de parents d'élèves (FCPE), puis devient parent délégué à l'école de ses enfants. De 2010 à 2013, il en est le vice-président départemental. Il participe activement aux campagnes pour plus d'aliments issus de l'agriculture biologique dans les cantines, sur les rythmes scolaires et pour le maintien d'un collège dans le quartier populaire du Sanitas.

## Parcours politique
En 2013, il rejoint Europe Écologie Les Verts (EELV).

### Élection municipale de 2014 à Tours
Il est tête de liste EELV aux municipales de 2014. Il obtient un peu moins de 12 % des voix. Sa liste fusionne avec celle de Jean Germain au second tour, mais c'est Serge Babary qui est élu. Il est élu conseiller municipal et conseiller métropolitain dans l'opposition.

### Élection municipale de 2020 à Tours
À partir de 2017, pour préparer les élections municipales de 2020 à Tours, il impulse les « cogitations citoyennes », qui génèrent des consultations, des débats autour d'un programme de changement politique. À l'automne 2019, des discussions s'engagent entre toutes les forces de gauche et écologiques, soutenu par une partie de la population,. La possibilité d'une liste commune semble s'amenuiser fin novembre. Mais pas impossible pour autant. Finalement, en janvier 2020, la liste « Pour Demain Tours 2020 » regroupe EÉLV, le Parti socialiste, La France insoumise, Ensemble, Génération.s, Génération écologie, Nouvelle donne, Place publique et le Parti communiste,,,,,,. Toutes les composantes de gauche sont réunies, à l'exception de Lutte Ouvrière, et de la liste « C'est au Tours du peuple », regroupant des Insoumis dissidents et des militants du NPA. Claude Bourdin, le leader de cette liste, n'obtient pas le soutien du comité national de La France Insoumise. Il dépose un recours, sans succès.
Il réalise le score de 35,45 % de voix au 1er tour avec dix points d'avance sur le maire sortant, Christophe Bouchet.
En juin, ce dernier fusionne sa liste avec Benoist Pierre, le candidat de la République en marche, arrivé troisième. Claude Bourdin, de « C'est au Tours du peuple », propose de fusionner sa liste avec celle de « Pour Demain Tours ». Mais Emmanuel Denis et ces derniers refusent. Le deuxième tour est marqué par une surenchère sur les questions environnementales.
Sa liste l'emporte au deuxième tour avec 54,94 % des voix,. Le 3 juillet 2020, il est officiellement désigné maire par la nouvelle équipe municipale.

## Mandat municipal

### Début de mandat (2020)
Les premières mesures annoncées par Emmanuel Denis sont des mesures sociales d'urgence en période de crise de la Covid-19, de la réflexion d'un réseau tram train, et de l'organisation d'un festival hors les murs en août, dénommé « les inattendus »,.
Le 15 juillet, il annonce que la ville de Tours va accueillir le 21 juillet un groupe de travail des maires de grandes villes de tendance écologistes et de gauche. Sont attendus les maires de Paris, Montreuil, Rennes, Montpellier, Poitiers, Grenoble, Nantes, Villeurbanne, ou ainsi que le président de la Métropole de Lyon,,,. La rencontre connaît une notoriété nationale,,,.
Le 17 juillet, est élu le nouveau conseil communautaire de Tours Métropole Val de Loire. Wilfried Schwartz, le maire de La Riche, en devient président. Emmanuel Denis est désigné sixième vice-président, chargé de la transition écologique, de la politique aéroportuaire et du contrat de plan État-Région,.
À partir du 13 août, Emmanuel Denis souhaite créer une piste cyclable jusqu'à la gare de Tours. Le pont Wilson est donc interdit aux voitures qui doivent emprunter les ponts Napoléon ou Mirabeau pour rejoindre le centre-ville depuis le nord. Désormais, le pont Wilson est réservé aux piétons et aux cyclistes ainsi qu'à la ligne de tramway. Cette décision s'inscrit dans la création de pistes cyclables sécurisées sur 1,5 km entre la gare et la place Choiseul. L'accueil de cette décision est mitigé dans la population,,,,. Les premiers effets en termes de fréquentation cycliste se font rapidement sentir, couplés à une évolution de la pratique du vélo en contexte de covid. Ainsi, la fréquentation cycliste sur ce pont a augmenté de 20 %, entre septembre 2019 et 2020. Toutefois, l'opposition affirme que le trafic de véhicules à moteur a été déplacé sur les ponts voisins.
Un projet immobilier concernant l'extension d'un Institut médicoéducatif (IME) suscite une polémique car le projet est accusé de détruire des arbres d'un petit bois classé,. Le maire, au contraire, assure qu'il n'en sera rien.
Le 17 décembre 2020, il démissionne avec fracas de la présidence de l'aéroport de Tours. À l'origine de cette décision, une tension à propos notamment de la ligne Tours-Marrakech, qu'Emmanuel Denis désirait supprimer. Cette décision semblait ne pas s'être faite en concertation, notamment avec le président de la métropole, Wilfrid Schwartz.
Il soutient Éric Piolle pour la primaire présidentielle de l'écologie de 2021.
Son bilan de mi-mandat par les médias souligne des débuts difficiles en raison de la pandémie de Covid-19 et de la guerre en Ukraine notamment,. La politique d'Emmanuel Denis est marquée par un fort engagement écologique,. Il présente, selon le quotidien L'Humanité, un « bilan positif sur l'écologie : 30 000 arbres plantés, chasse aux nombreux îlots de chaleur, plan de sobriété énergétique permettant d'économiser plus de 500 000 euros entre septembre 2022 et mars 2023, soutien à l'agriculture biologique, 500 millions d'euros investis sur dix ans pour la rénovation thermique des bâtiments publics, utilisation de matériaux biosourcés. » Il défend le projet de construction d'une deuxième ligne de tramway mais des avis divergents sur le tracé font prendre du retard au projet. Le pont Wilson est désormais interdit aux voitures, ce que l'opposition et une partie de la population tourangelle déplorent. L'augmentation de la taxe foncière, la hausse du prix du stationnement et une perception d'un défaut de propreté urbaine, lui sont également reprochés,.